# モンツェ・グラセス
モンツェ・グラセス（Montse Grases, 1941年7月10日 - 1959年3月26日）は、スペイン・バルセロナ出身の女性。カトリック信者（信徒）であり、オプス・デイの会員。左足の大腿骨に癌が見つかってから、9ヶ月に渡って激しい痛みに襲われたが、落ち着いて毅然とした態度でそれを受け入れ、病床にある間も周りを喜びで満たし、見舞いに来た多くの人を神に近づけた。1959年に死去。多くの人が、その生き方は英雄的で模範的だったと証言しており、彼女の聖性の評判は日毎に高まっていたため、1962年より列聖調査が始まり、2016年に尊者と宣言された。
2018年の世界司教会議の若者への模範的な保護聖人の一人として任命された。フルネームはMaría Montserrat Grases Garcíaである。

## 生涯
1941年7月10日、スペイン・バルセロナの信心深い家庭に生まれた。両親は、素朴な信心と自由を愛する雰囲気の中で、9人の子どもたちを育てた。高校を卒業したモンツェは、バルセロナ県立女子専門学校で学業を続けた。1957年、キリスト信者として普通の生活を送りながら、聖性を求める道であるオプス・デイに呼ばれていると感じ、様々な人に相談した後、オプス・デイへの所属を申請した。
彼女の聖性を追求する戦いにおいては、キリストの聖なる御人性に対する愛とご聖体への信仰、聖母への信心、さらに、深い謙遜と隣人への奉仕の精神が際立っていた。1958年、16歳の誕生日を目前にして左足の大腿骨に癌（ユーイング肉腫）が見つかった。非常な痛みを伴う病気だったが、彼女は冷静に、そして英雄的とも言える剛毅をもってこの苦しみを受け入れた。闘病生活にあっても決して失うことのなかった喜びを、多くの人に伝え、友情を深めていったのである。こうして、多くの友人や同級生たちを神様に近づけたのである。1959年3月26日、聖木曜日に17歳で死去した。

## 列聖調査
モンツェ・グラセスの列聖調査はバルセロナで進められた。1962年12月19日、グレゴリオ・モドレゴ・カサウス大司教によって開始され、1968年3月26日、マルセロ・ゴンサレス・マルティン大司教によって幕が下ろされた。　
その後、調査はゆっくりと進んでいった。それは、パウロ6世とヨハネ・パウロ2世によって、列聖調査手続きの改定が行われたことによる。1992年5月15日、列聖省はモンツェ・グラセスの教区での調査の有効性を宣言した。しかし、同じ年に、種々の理由から、1960年代に収集した資料を充実するため、補完調査をすることを決定した。この追加過程はバルセロナで、1993年の6月10日から10月28日にかけて行われた。1994年1月21日、列聖省は2度目の調査の有効性を承認した。
1999年11月21日に生涯と諸徳についての報告がなされた。2015年6月10日、列聖省の神学顧問委員会はモンツェ・グラセスの諸徳の英雄的な実践に関する質問に肯定的な回答をし、次いで2016年4月19日、枢機卿と司教の通常総会もそれを承認した。
2016年4月26日、教皇フランシスコは、列聖省長官アンジェロ・アマート枢機卿から、調査段階に関する詳細な報告書を受け取り、列聖省の見解を承認し、モンツェ・グラセスに尊者の称号を与える宣言を公表する許可を与えられた。

## モンツェの取り次ぎを願う祈り（私的信心）[4]
祈り：主よ、御身は神のしもべモンツェラートが平静快活にすべてを捧げて御旨を果たし、賞むべき純真さをもってこの世で生きるための恩寵をお与えになりました。どうか、私も日々の活動のすべてを愛の心で御身に捧げ、キリスト信者として人々の役に立つことができるようにお助けください。御身のしもべモンツェラートに栄光を与え、その取次によって私の願い（ここでお願いする）をお聞き入れください。

## 世界司教会議の保護聖人
2018年10月3日から28日まで、「若者、信仰、そして召命の識別」をテーマに教皇フランシスコはシノドス（世界司教会議）の第15 回通常総会を呼びかけた。そのため、９名の現代聖人がシノドスの保護聖人として任命された。中には、列聖された者もいれば、調査中の若者もいるが、モンツェがその一人として選ばれた。「Montse Grases, a typical girl」というタイトルで、日常生活における信仰に沿ったモンツェの人生が現代の若者への模範として掲げられているのである。

## ドキュメンタリー
- Betafilms, Montse Grases (1941-1959), Una vida sencilla, 1995. [DVD]
- Montse Grases, la alegría de la juventud
- Making Of: Tras la historia de Montse Grases